# Monarch (марка автомобилей)
Monarch — использовавшийся с 1946 по 1957 и с 1959 по 1961 модельные годы канадский автомобильный бренд среднего ценового диапазона, принадлежавший Ford Motor Company.
Автомобили Monarch представляли собой локализованные варианты выпускавшихся для рынка США аналогичных моделей Mercury. Отличия канадских «Монархов» от американских «Меркури» включали в себя другие решётки радиатора, задние фонари и прочие детали отделки. Из-за особенностей канадского законодательства тех лет, автомобили собирались в основном из комплектующих местного производства и позиционировались как сделанные в Канаде. Номенклатура моделей включала такие имена, как Richelieu, Lucerne и Sceptre.
В рекламе «Монархов» традиционно делалась ставка на образы, связанные с аристократизмом и «королевским» уровнем комфорта и роскоши. Рекламный слоган — Ride like a King in a Monarch.
В 1958 модельном году место «Монархов» в модельном ряду канадского филиала «Форда» временно заняли автомобили нового филиала компании — Edsel. Однако они были плохо приняты публикой, и уже в 1959 году бренд «Монарх» был восстановлен — впрочем, ненадолго, так как существенный рост размеров и уровня оснащённости более дешёвых «Фордов» (и их канадских аналогов под маркой Meteor), а в особенности — появление модели повышенной комфортабельности Ford Galaxie — свели на нет потребность в отдельном бренде того же уровня на рынке Канады, всегда тяготевшем к более дешёвым и проще укомплектованным автомобилям, чем собственно американский.
После 1961 года выпуск автомобилей под брендом Monarch был прекращён окончательно.